# IES Aguilar y Eslava
El Instituto de Educación Secundaria Luis de Aguilar y Eslava, también conocido simplemente como Instituto Aguilar y Eslava, es un centro educativo público ubicado en Cabra (Córdoba) que imparte enseñanzas de Educación Secundaria Obligatoria (ESO), Bachillerato, ciclos formativos de Formación Profesional y Educación Secundaria para Adultos (ESPA). Depende de la Consejería de Educación de la Junta de Andalucía.
Incluye el Museo Aguilar y Eslava, que muestra las colecciones sobre Historia Natural y los fondos histórico-artísticos de la Fundación Aguilar y Eslava, titular de las instalaciones. Pertenece a la Asociación nacional para la defensa del patrimonio de los Institutos históricos, como miembro fundador, siendo el único de la provincia de Córdoba que no se encuentra en la capital.

## Historia

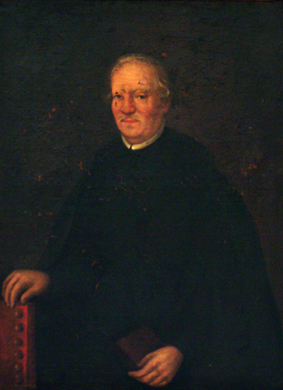
Cuadro del fundador, Luis de Aguilar y Eslava.

### Centro privado
Fundado en 1679 a la muerte del presbítero egabrense Luis de Aguilar y Eslava, que legó en su herencia fondos para crear un colegio bajo la advocación de la Purísima Concepción. En 1685, se obtiene la autorización real de Carlos II expresada en una Real Cédula de Erección y unos años más tarde, en 1692, comienza su actividad académica con el nombre de Real Colegio de la Purísima Concepción. Un siglo más tarde se fusiona con las Escuelas Pías que habían sido fundadas por Alejandro de Vida e Hidalgo. De 1777 a 1823, se incorpora a la Universidad de Granada con el nombre de Real Colegio de Estudios Mayores de Cabra. Se mantuvo cerrado de 1823 hasta 1827 por orden del rey Fernando VII. Ya en 1828 y mediante una Real Orden, se convierte en Colegio de Humanidades.

### Centro público
En 1846 el Real Colegio cambia su adscripción y se incorpora a la Universidad de Sevilla, y en 1847, se transforma en Instituto de Segunda Enseñanza mediante una Real Orden de Isabel II, convirtiéndose definitivamente en uno de los primeros institutos públicos de España. En 1877, es declarado Instituto Provincial por Alfonso XII, incorporando los colegios de los pueblos limítrofes. A finales del siglo XIX consigue apoyo de importantes personalidades. 
En los primeros años del siglo XX el centro cambia nuevamente de denominación pasando a llamarse Instituto General y Técnico de Cabra y, ya en 1912, Instituto de Aguilar y Eslava. En 1916 es nombrado director Manuel González-Meneses Jiménez, siendo sustituido en 1930 por Ángel Cruz Rueda. Junto a Juan Carandell y Pericay, consiguieron que el Instituto tuviese una etapa de esplendor consiguiendo gran proyección social y cultural. En 1922, el ministro de Instrucción Pública, Tomás Montejo y Rica, visita el centro y declara que el Instituto de Cabra era “uno de los primeros, si no el primero de España”.
En 1932, el presidente de la II República Española, Niceto Alcalá-Zamora, viene al Instituto junto al ministro de Educación, Fernando de los Ríos, con ocasión de la inauguración del curso escolar. El periodo posterior a la guerra civil supuso otra época relevante para esta institución, llegando a convertirse a finales de los sesenta en el principal centro de enseñanza del sur de Córdoba pues de él dependían 7 secciones delegadas, 4 colegios libres adoptados y 3 colegios reconocidos.
En 1970, tras la promulgación de la Ley General de Educación, pasa a denominarse Instituto de Enseñanza Media y cierra su internado en 1973. Se realizan unas obras de restauración para adaptar el instituto a la nueva normativa, en el que se pierde el oratorio de la Inmaculada Concepción. Dicho oratorio fue recuperado, junto con la creación de un centro de documentación, en un nuevo edificio en septiembre de 2018. Finalmente, en 1986 es transferido a la consejería de Educación de la Junta de Andalucía, primero como Instituto de Bachillerato y más tarde con su nombre actual de Instituto de Educación Secundaria.

## Patrimonio cultural

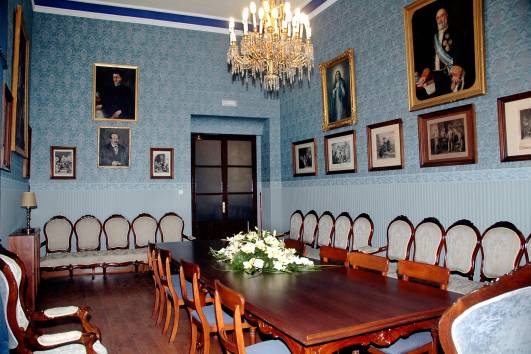
Sala de profesores del IES Aguilar y Eslava con cuadros y grabados.

Una parte del Instituto ocupa desde sus inicios la Casa Grande, una casa-palacio del siglo XVII a la que se adosaron posteriormente otros edificios. En el edificio actual destaca su portada, obra de Luis González Bailén, fechada en 1613 y realizada en mármol rojo y negro. En 1694 se añadió una hornacina con una imagen de la Inmaculada Concepción, patrona del Real Colegio, desde su fundación.
La fachada principal del Instituto se abre a una pequeña plaza que recibe el mismo nombre del centro, proyectada por el arquitecto Luis Berges Martínez en 1933. En su centro, se levanta un monumento con un busto de piedra del fundador, obra del escultor egabrense Antonio Maíz Castro.
Dentro del edificio destaca un armonioso patio claustral porticado, con doble arcada sobre columnas toscanas. Se le denomina “Patio de Cristales” por estar cubierto por una montera de vidriería, obra de los Talleres Maumejean de Madrid, fechada en 1930. Alrededor de este patio, que se utiliza tradicionalmente para distintos actos académicos y culturales, se encuentran la Dirección, la Secretaría, la Biblioteca, los laboratorios de Física y Química y algunas aulas.
El anexo Museo Aguilar y Eslava conserva muchos de los elementos de mayor valor cultural e histórico: cuadros, grabados, colecciones de material didáctico de finales del siglo XIX, entre otros. La biblioteca contiene más de 8000 volúmenes fechados a partir de 1501.
También se conserva el esqueleto donado al centro por uno de sus empleados, un conserje que trabajó en el siglo XIX, para estudios anatómicos.